# Billy Talent
Billy Talent ist eine kanadische Rockband aus Mississauga, Ontario. Die Band spielte anfangs Punk, ordnet sich auf den späteren Alben jedoch eher im Alternative Rock ein.

## Bandgeschichte

### Anfänge als Pezz (1993–1999)
Der Leadsänger Benjamin Kowalewicz (* 16. Dezember 1975 in Montreal) lernte in der Schule Jonathan Gallant (* 23. Juli 1975) kennen, mit dem er in der Band To Each His Own spielte. Bei einem Bandwettbewerb trafen sich die heutigen Bandmitglieder, die damals noch in verschiedenen Bands spielten, und beschlossen, in Zukunft zusammen zu spielen. Die neue Band nannte sich Pezz, und die Musikrichtung war zu dieser Zeit noch Punk. Neben einigen lokalen Auftritten nahmen sie 1998 das Album Watoosh! auf.
1999 erfolgte eine Umorientierung in Richtung Alternative Rock und aufgrund von Unstimmigkeiten mit einer gleichnamigen Band eine Änderung des Namens in „Billy Talent“, einer Figur aus dem Film Hard Core Logo. Mit dem neuen Image und Stil weckten sie Interesse bei Torontos größter Radio-Rock-Show, und die Produzentin verschaffte ihnen einen Plattenvertrag bei Warner Records.

### Billy Talent(1999–2004)
Im Winter 2002/2003 nahm die Band das erste Album unter dem neuen Namen im Studio The Factory in Vancouver auf. Billy Talent erschien am 23. September 2003 auf Atlantic Records. Als Singles wurden die Titel Try Honesty, The Ex, River Below und Nothing to Lose veröffentlicht.

### Billy Talent II(2005–2007)
Das zweite Album unter dem neuen Bandnamen wurde am 23. Juni 2006 veröffentlicht und erreichte in Kanada dreifach Platin. Am 19. Februar 2007 erreichte die Band mit ihrem Zweitwerk auch in Deutschland Platinstatus. Als Singles wurden Devil in a Midnight Mass, Red Flag, Fallen Leaves, Surrender und This Suffering ausgekoppelt. In den USA konnte die Band einen nicht so großen Erfolg verbuchen. Das Emblem des Albums ist ein schreiender Mund.
Im März 2006 wurde bekannt, dass der Schlagzeuger der Band, Aaron Solowoniuk, seit zehn Jahren an Multipler Sklerose erkrankt ist. Mittlerweile konnte Solowoniuk die Krankheit soweit unter Kontrolle bringen, dass er weiterhin als Musiker arbeiten kann. 2007 erschien das Live-Album 666 Live, das auf DVD und CD Konzertmitschnitte aus Brixton, Düsseldorf und von Rock am Ring beinhaltet.

### Billy Talent III(2008–2011)
Im August 2008 präsentierten Billy Talent einen Song mit dem Titel Turn Your Back zusammen mit Anti-Flag aus dem Album Billy Talent III, das von Brendan O’Brien produziert wurde. Ein weiterer Song, Rusted from the Rain, erschien als zweite Single. Das Album Billy Talent III erschien am 10. Juli 2009 in Deutschland. Am ersten Tag wurde es über 300.000 Mal verkauft. Als erste Single wurde Devil on My Shoulder veröffentlicht. Der Song Saint Veronika ist am 26. Februar 2010 als dritte Single erschienen. Die vierte und letzte Single, Diamond on a Landmine, erschien am 22. Juni 2010.

### Dead Silence(2012–2014)

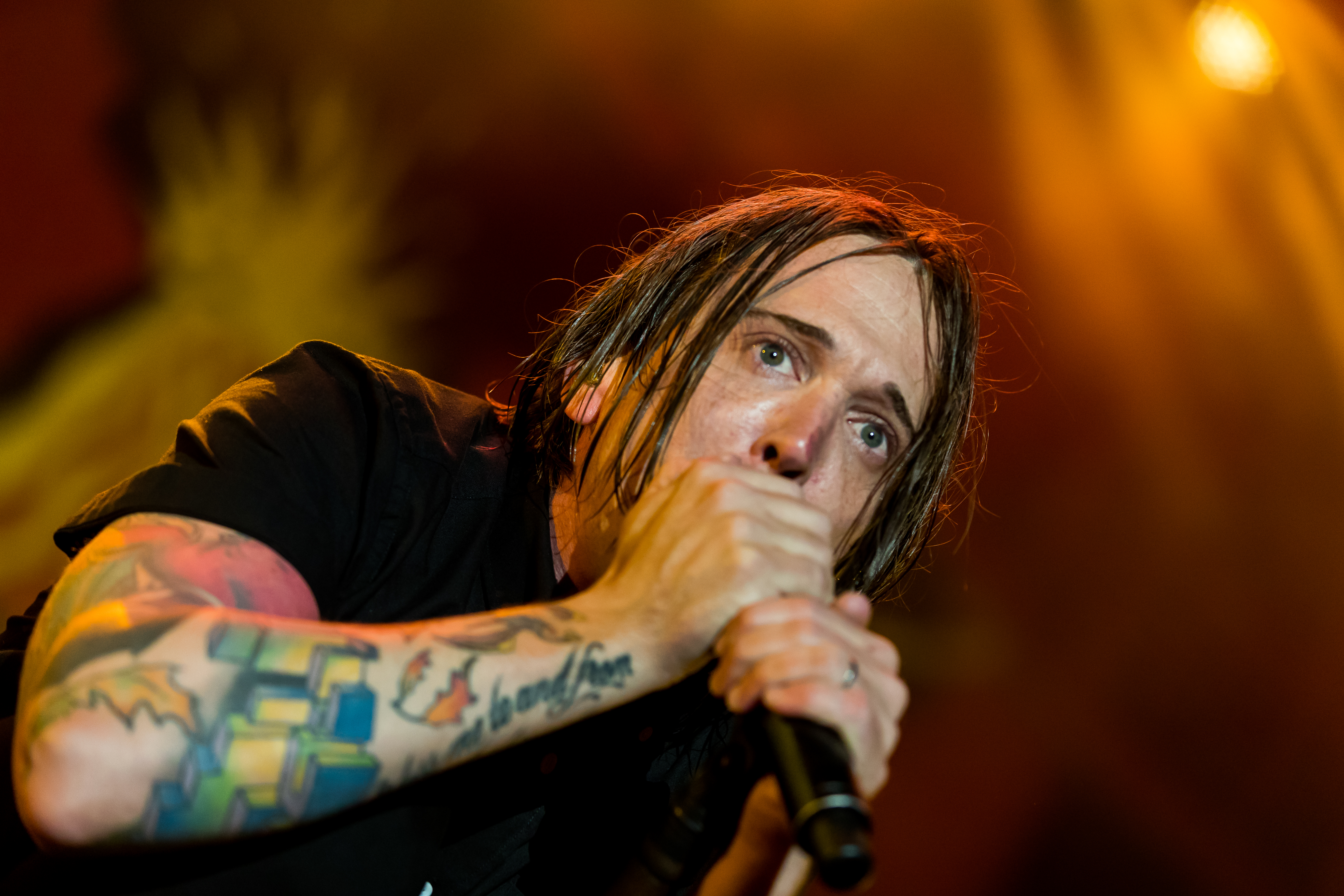
Benjamin Kowalewicz 2016

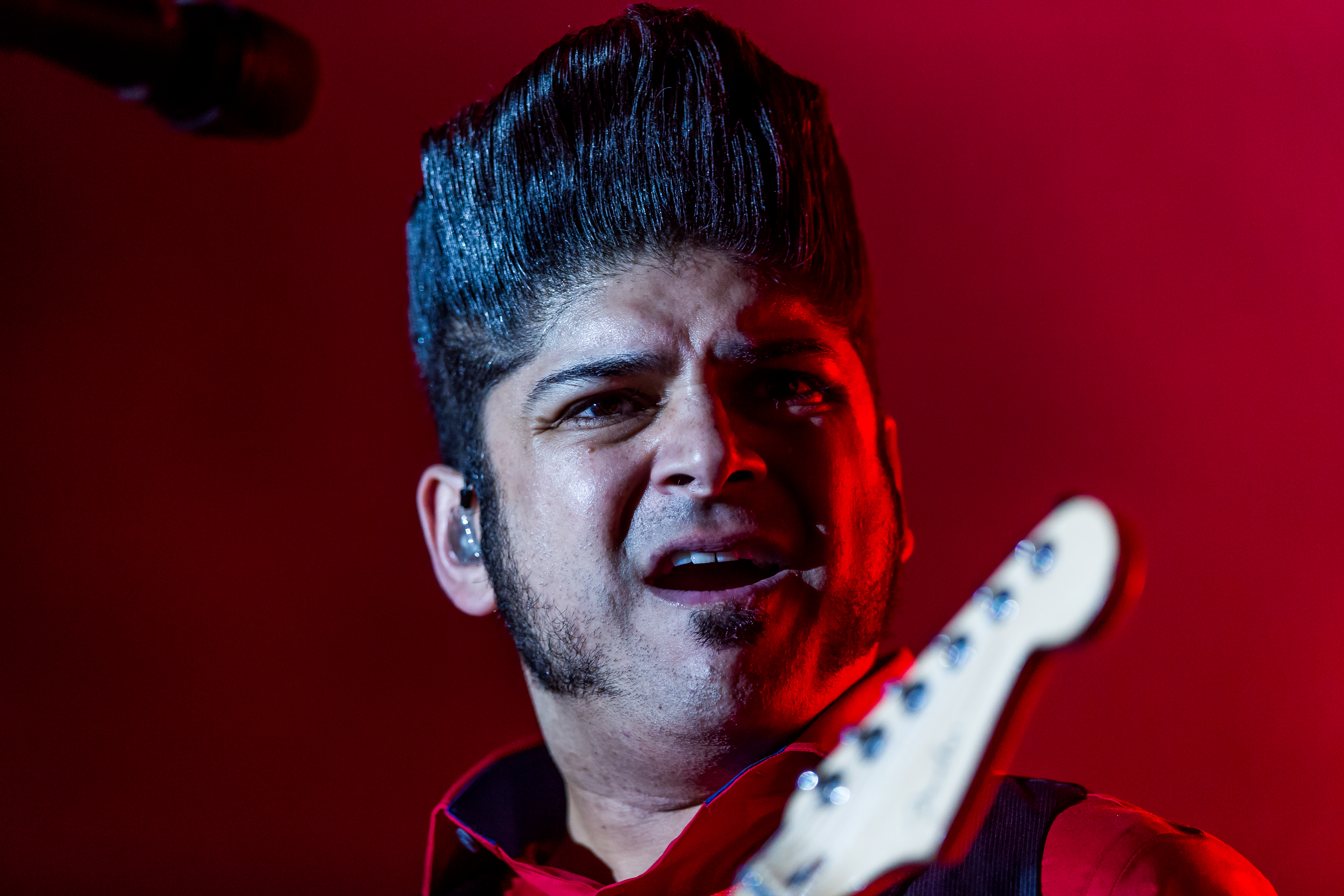
Ian D’Sa 2016

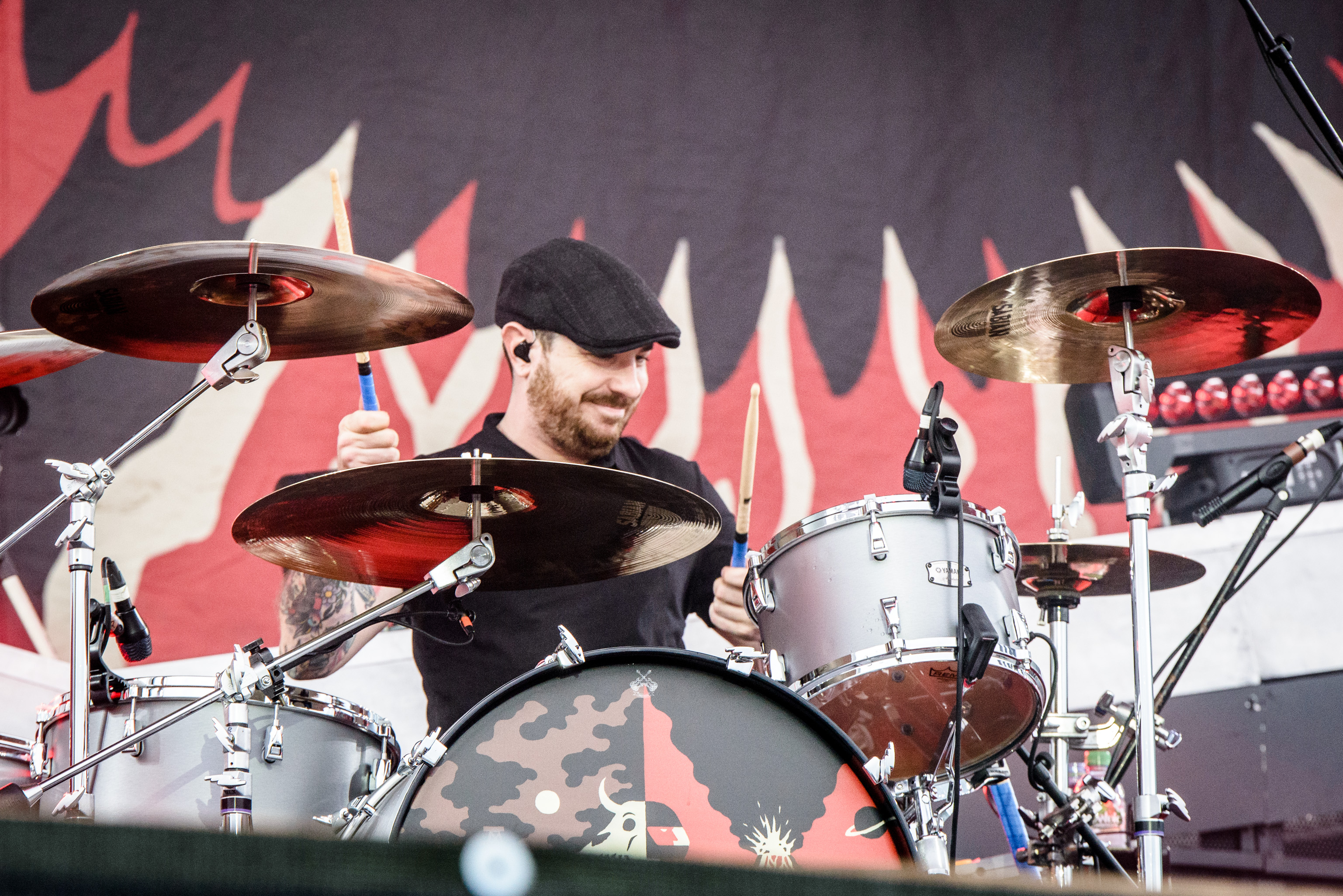
Jordan Hastings 2016

Am 11. Juli 2012 wurde über die Website der Band  offiziell angegeben, dass das neue Album Dead Silence heißen und ab dem 11. September 2012 weltweit zu kaufen sein würde. Für die Arbeit am neuen Album kaufte sich die Band ein eigenes Tonstudio, John Gallant beschrieb diesen Schritt als erste große Investition der Band. Besonderen Wert legten sie bei den Aufnahmen auf den Gesang. Die Songs seien größtenteils in einer hohen Tonlage, sagte Ian D’Sa, der neben den Gitarren- und Gesangseinlagen für dieses Album auch die Produktion übernahm.
Im Februar 2012 musste sich Schlagzeuger Solowoniuk einer Operation unterziehen, und während seiner Genesungsphase arbeitete der Rest der Band weiter am neuen Album. Sie nahmen die Operation zum Anlass, den Slogan der Stiftung „F.U.M.S. (Fuck You Multiple Sclerosis)“ des Schlagzeugers, Turn Anger into Hope (Verwandle Wut in Hoffnung), in ihren Song Don't Count on the Wicked einzubauen. Nach This Is How It Goes ist dies nun der zweite Song, der Bezug auf Solowoniuks Krankheit nimmt. Trotz einiger Komplikationen konnte die Band ihre planmäßigen Veröffentlichungstermine einhalten.
Am 25. Mai 2012 veröffentlichten sie die Single Viking Death March aus dem Album Dead Silence als Download. Am 7. August folgte Surprise Surprise, welches sich in den deutschen Charts platzieren konnte. Das Musikvideo zu Viking Death March besteht aus Ausschnitten des Auftritts der Band bei Rock am Ring 2012. Am 7. September 2012 wurde Dead Silence in Deutschland und Österreich veröffentlicht.
Im April/Mai 2013 ging die Band auf Europatournee – auf den beiden deutschen Konzerten in Fürth und Bochum mit den Donots als Vorgruppe. Im Juni 2013 hatten sie einen Auftritt auf den Festivals Southside und Hurricane. Für den Echo 2013 wurden sie mit dem Album 'Dead Silence' nominiert.

### Hits(2014)
Am 22. August 2014 gab die Band den Release von Hits bekannt, einem Greatest-Hits-Album mit zwei neuen Songs. Am 25. September 2014 wurde der erste Song Kingdom of Zod vorab veröffentlicht. Am 4. November 2014 folgte der Release des gesamten Albums Hits, welches aus zwölf Liedern der ersten vier Alben besteht und neben Kingdom of Zod den zweiten neuen Songs Chasing the Sun beinhaltet.

### Afraid of Heights(2015–2018)
Am 26. November 2015 gab Benjamin Kowalewicz in einem Interview bekannt, dass Billy Talent am 4. Januar 2016 mit den Aufnahmen zu einem neuen Album beginnen werden, das schließlich am 29. Juli 2016 erschien.
Aufgrund seiner Multiple-Sklerose-Erkrankung konnte der Schlagzeuger Aaron Solowoniuk das neue Album nicht einspielen. Als Ersatz auf dem Album und momentan auf Tour fungiert der Alexisonfire-Schlagzeuger und langjährige Freund der Band Jordan Hastings. Die Band hoffte, dass Aaron spätestens zur Europa-Tour im Oktober 2016 wieder habe spielen können, was aber nicht der Fall war.

### Crisis of Faith (2019–heute)
Am 26. November 2019 veröffentlichte die Band einen neuen Song namens Forgiveness I + II. Am 24. Januar 2020 folgte die Single Reckless Paradise. Am 3. April 2020 wurde das Lied I Beg to Differ (This Will Get Better) veröffentlicht. Des Weiteren erschien am 9. September 2021 die Single End of Me mit Rivers Cuomo von Weezer. Das sechste Studioalbum Crisis of Faith wurde am 21. Januar 2022 veröffentlicht. Während der Crisis of Faith-Tour wurde Jordan Hastings von Loel Campbell vertreten. Jordan Hastings tourte zeitgleich mit seiner Band Alexisonfire.

## Soziales Engagement
Jedes Jahr wird in Kanada ein Benefiz-Konzert veranstaltet, das sich für MS-Erkrankte engagiert. Da die Band aufgrund der Arbeiten am neuen Album nicht dabei sein konnte, ließen sie sich eine Alternativ-Veranstaltung mit dem Titel „Cut to the Drummer“ einfallen. 50 Künstler haben Porträts von 50 Schlagzeugern angefertigt. Die Bilder wurden in einer Auktion verkauft und die Erlöse dem MS Society of Canada Scholarship Fund gespendet.

## Diskografie
Studioalben

| Jahr | Titel Musiklabel                       | Höchstplatzierung, Gesamtwochen, AuszeichnungChartplatzierungen (Jahr, Titel, Musiklabel, Platzierungen, Wochen, Auszeichnungen, Anmerkungen) | Höchstplatzierung, Gesamtwochen, AuszeichnungChartplatzierungen (Jahr, Titel, Musiklabel, Platzierungen, Wochen, Auszeichnungen, Anmerkungen) | Höchstplatzierung, Gesamtwochen, AuszeichnungChartplatzierungen (Jahr, Titel, Musiklabel, Platzierungen, Wochen, Auszeichnungen, Anmerkungen) | Höchstplatzierung, Gesamtwochen, AuszeichnungChartplatzierungen (Jahr, Titel, Musiklabel, Platzierungen, Wochen, Auszeichnungen, Anmerkungen) | Höchstplatzierung, Gesamtwochen, AuszeichnungChartplatzierungen (Jahr, Titel, Musiklabel, Platzierungen, Wochen, Auszeichnungen, Anmerkungen) | Höchstplatzierung, Gesamtwochen, AuszeichnungChartplatzierungen (Jahr, Titel, Musiklabel, Platzierungen, Wochen, Auszeichnungen, Anmerkungen) | Anmerkungen                                                  |
| Jahr | Titel Musiklabel                       | DE | AT | CH | UK | US | CA | Anmerkungen                                                  |
| ---- | -------------------------------------- | --- | --- | --- | --- | --- | --- | ------------------------------------------------------------ |
| 1999 | Watoosh! Eigenvertrieb                 | — | — | — | — | — | — | Erstveröffentlichung: 23. Juli 1999 als Pezz                 |
| 2003 | Billy Talent Atlantic Records (WMG)    | DE97 Platin · (2 Wo.)DE | AT38 (6 Wo.)AT | — | UK— SilberUK | US194 (1 Wo.)US | CA6 ×4Vierfachplatin + Gold (10th Anniversary) · (101 Wo.)CA                                                                                  | Erstveröffentlichung: 15. September 2003 Verkäufe: + 700.000 |
| 2006 | Billy Talent II Atlantic Records (WMG) | DE1 ×2Doppelplatin · (67 Wo.)DE | AT4 Platin · (84 Wo.)AT | CH31 (39 Wo.)CH | UK46 Silber · (2 Wo.)UK | US134 (1 Wo.)US | CA1 ×5Fünffachplatin · (65 Wo.)CA | Erstveröffentlichung: 23. Juni 2006 Verkäufe: + 990.000      |
| 2009 | Billy Talent III Warner Music (WMG)    | DE2 Platin · (28 Wo.)DE | AT2 Platin · (18 Wo.)AT | CH3 (14 Wo.)CH | UK35 (2 Wo.)UK | US107 (1 Wo.)US | CA1 ×3Dreifachplatin · (53 Wo.)CA | Erstveröffentlichung: 10. Juli 2009 Verkäufe: + 460.000      |
| 2012 | Dead Silence Warner Music (WMG)        | DE1 Gold · (16 Wo.)DE | AT2 Gold · (10 Wo.)AT | CH3 (8 Wo.)CH | UK23 (1 Wo.)UK | US135 (1 Wo.)US | CA1 Platin · (5 Wo.)CA | Erstveröffentlichung: 7. September 2012 Verkäufe: + 190.000  |
| 2016 | Afraid of Heights Warner Music (WMG)   | DE1 (14 Wo.)DE | AT1 (10 Wo.)AT | CH1 (10 Wo.)CH | UK23 (1 Wo.)UK | — | CA1 Gold · (7 Wo.)CA | Erstveröffentlichung: 29. Juli 2016 Verkäufe: + 40.000       |
| 2022 | Crisis of Faith Warner Music (WMG)     | DE1 (7 Wo.)DE | AT2 (6 Wo.)AT | CH1 (4 Wo.)CH | — | — | CA1 (11 Wo.)CA | Erstveröffentlichung: 21. Januar 2022                        |

## Künstlerauszeichnungen
- Juno Awards:
  - 2005 Gruppe des Jahres und Album des Jahres (Billy Talent)
  - 2007 Gruppe des Jahres und Rockalbum des Jahres (Billy Talent II)

- ECHO Pop:
  - 2007 Newcomer International und Gruppe Rock/Metal/Alternative International

- MuchMusic-Video-Awards:
  - 2005 Bestes Video (River Below) und Bestes Rock-Video (River Below)